# Kościół św. Pawła w Odessie
Kościół św. Pawła w Odessie – eklektyczna świątynia luterańska znajdująca się w Odessie przy ul. Nowosilskiego 68. 
Budynek wzniesiono w 1895 lub 1897 według projektu architekta Hermanna Scheurembrandta w najwyższym punkcie miasta na miejscu starej świątyni. Jego bryle nadano kształt stylu neoromańskiego. Dekoracje elewacji były inspirowane stylem neoromańskim. 
W 1975 kościół uległ pożarowi. W latach 90. zbudowano obok niego ośrodek administracyjny kościoła ewangelicko-luterańskiego.